# Třída U 43
Třída U 43 byla třída ponorek německé Kaiserliche Marine z období první světové války. Celkem bylo postaveno osm jednotek této třídy. Ve službě byly v letech 1915–1918. Jedna ponorka nějaký čas sloužila pod vlajkou Rakousko-uherského námořnictva. Šest ponorek bylo za války ztraceno, po válce v rámci reparací jednu ponorku získalo Japonsko a jednu Velká Británie.

## Stavba
Ponorky nesly označení projekt 25. Německá loděnice Kaiserliche Werft Danzig v Danzigu postavila celkem osm ponorek tohoto typu.
Jednotky třídy U 43:
| Jméno | Loděnice                  | Založení kýlu | Spuštění na vodu   | Vstup do služby | Osud |
| ----- | ------------------------- | ------------- | ------------------ | --------------- | --- |
| U 43  | Kaiserliche Werft, Danzig | 1913          | 26. září 1914      | duben 1915      | Roku 1918 připadla Velké Británii, sešrotována.                                                              |
| U 44  | Kaiserliche Werft, Danzig | 1913          | 15. října 1914     | květen 1915     | Dne 12. srpna 1917 v Severním moři taranována a potopena britským torpédoborcem HMS Oracle.                  |
| U 45  | Kaiserliche Werft, Danzig | 1914          | 15. dubna 1915     | říjen 1915      | Dne 12. září 1917 v Lamašském průlivu potopena britskou ponorkou HMS D7.                                     |
| U 46  | Kaiserliche Werft, Danzig | 1914          | 18. května 1915    | prosinec 1915   | Roku 1918 připadla Japonsku, od listopadu 1918 provozována jako O2, sešrotována 1922.                        |
| U 47  | Kaiserliche Werft, Danzig | 1914          | 16. srpna 1915     | únor 1916       | Provozována pod Rakousko-uherskou vlajkou jako SM U 36. Dne 28. října 1918 potopena v Pule vlastní posádkou. |
| U 48  | Kaiserliche Werft, Danzig | 1914          | 3. října 1915      | duben 1916      | Dne 24. listopadu 1917 ztroskotala v ústí Temže.                                                             |
| U 49  | Kaiserliche Werft, Danzig | 1914          | 26. listopadu 1915 | květen 1916     | Dne 11. září 1917 jižně od Irska taranována a potopena britským plavidlem SS British Transport .             |
| U 50  | Kaiserliche Werft, Danzig | 1914          | 31. prosince 1915  | červenec 1916   | Dne 31. srpna 1917 v Severním moři potopena minou.                                                           |

## Konstrukce

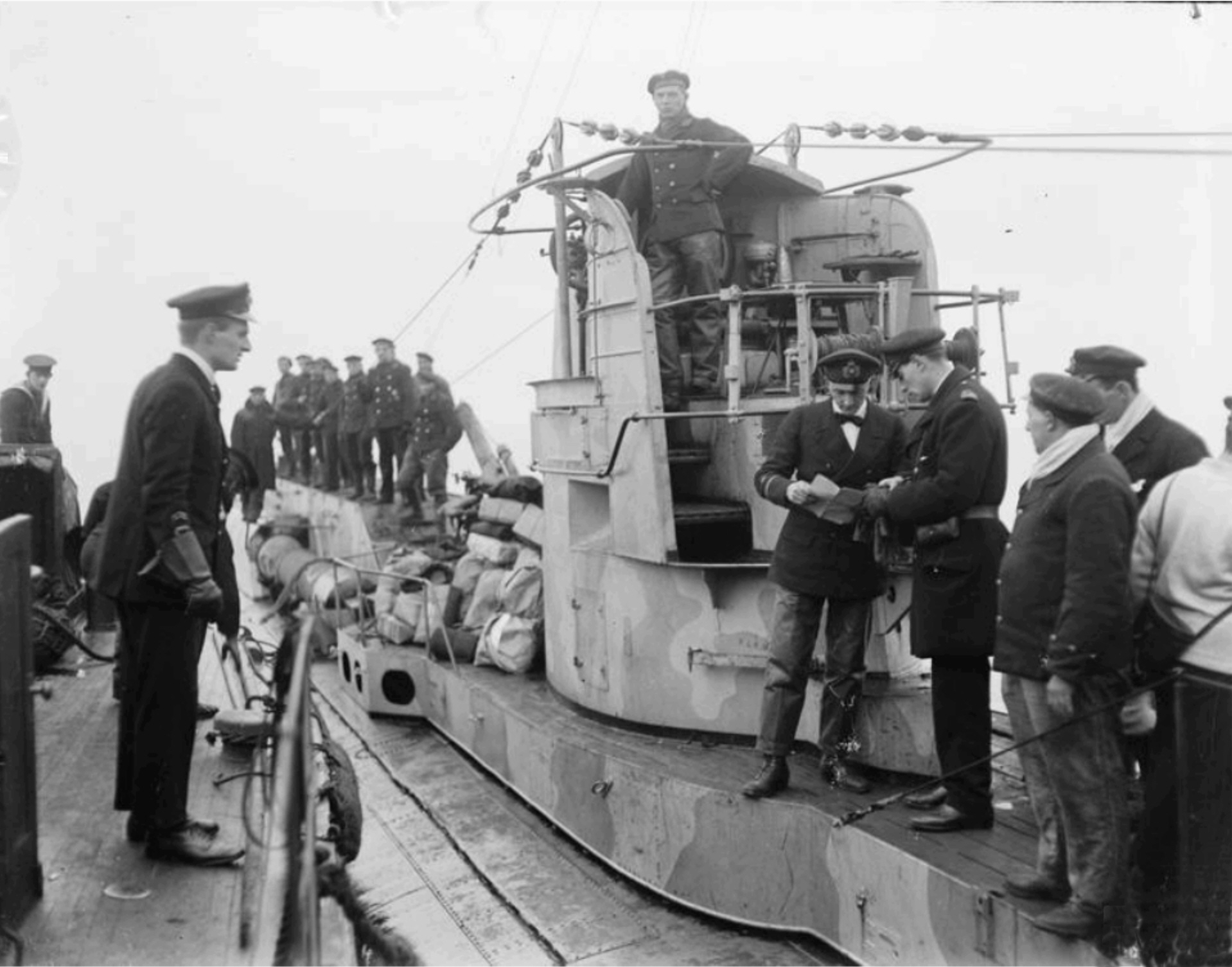
SM U 46 vyfotografovaná po kapilaci v Harwichi

Ponorky měly dvojtrupou koncepci. Ponoření jim trvalo 1 minutu a 45 vteřin. Výzbroj tvořil jeden 88mm kanón (od ponorky U 47 dva 88mm kanóny) a čtyři 500mm torpédomety (dva příďové a dva záďové) se zásobou šesti torpéd. Pohonný systém tvořily dva diesely MAN o výkonu 2000 bhp a dva elektromotory Siemens-Schuckert Werke o výkonu 1200 shp, pohánějící dva lodní šrouby. Nejvyšší rychlost dosahovala 15,2 uzlu na hladině a 9,7 uzlu pod hladinou. Dosah byl 8100 námořních mil při rychlosti 8 uzlů na hladině a 51 námořních mil při rychlosti 5 uzlů pod hladinou. Operační hloubka ponoru dosahovala 50 metrů.

## Modifikace
V letech 1916–1917 přezbrojeny jedním 105mm kanónem. Roku 1916 byly ponorky U 43 a U 44 upraveny pro nesení min.